# Adolf Butenandt
Adolf (Friedrich Johann) Butenandt (24. březen 1903, Lehe (dnes Bremerhaven) – 18. leden 1995, Mnichov) byl německý biochemik.
Studoval chemii a biologii na Univerzitě v Marburgu, v roce 1924 přešel na univerzitu v Göttingenu, kde také roku 1927 promoval.
Byl profesorem v Gdaňsku, Tübingenu a Mnichově a členem různých akademických společností. Věnoval se především steroidním hormonům. Objevil estradiol (1929), androsteron (1931) a progesteron (1934). Později zkoumal chemickou strukturu sexuálních vábivých látek u hmyzu. V roce 1939 (spolu s Leopoldem Ružičkou) dostal Nobelovu cenu za chemii právě za výzkum sexuálních hormonů.